# (32708) 3160 T-2
3160 T-2 (asteroide 32708) é um asteroide da cintura principal. Possui uma excentricidade de 0.10815930 e uma inclinação de 10.89141º.
Este asteroide foi descoberto no dia 30 de setembro de 1973 por Cornelis Johannes van Houten e Ingrid van Houten-Groeneveld e Tom Gehrels em Palomar.